# Monsters, Inc. (videojuego)
Monsters, Inc. es un videojuego de plataformas basado en la película Monsters, Inc. de Pixar.
Las versiones para Game Boy Color y Game Boy Advance del juego se lanzaron en julio de 2001 en Norteamérica y en noviembre de 2001 en Europa. La versión de PlayStation 2 Gamecube solo se lanzó en Norteamérica en noviembre de 2001. La versión de Game Boy Advance también se lanzó en un cartucho Twin Pack incluido con Buscando a Nemo en 2005.

## Modo de juego
Monsters, Inc. es un juego de plataformas en 3D. Los jugadores controlan a Sulley a través de 8 niveles basados en entornos de la película, incluida la fábrica de gritos, las calles de Monstruópolis, el apartamento de Sulley, el Himalaya y más. En cada nivel, los objetivos principales pueden incluir recoger uno o más elementos especiales o encontrar la salida. Sulley tiene que abrirse camino a través de plataformas, escaleras y cintas transportadoras saltando, trepando, accionando interruptores y empujando cajas. Para atacar a los enemigos, Sulley puede usar su cola para azotar a los oponentes. El juego no tiene un sistema de vidas, por lo que los niveles se pueden intentar un número ilimitado de veces.
Cada nivel también incluye una serie de coleccionables y tareas especiales. Hay 100 gritos descartados para recoger; encontrar un cierto porcentaje de ellos desbloquea niveles de bonificación de minijuegos. También hay cinco botes de gritos para encontrar y un pequeño desafío que consiste en asustar a cinco ratones dentro de un límite de tiempo. Si ambos se completan, los clips de la película se desbloquean.

## Recepción
| Críticas Publicación Calificación GBC GBA PS2 AllGame N/A N/A [ 2 ] Electronic Gaming Monthly N/A N/A 4.5/10 [ 3 ] Famitsu N/A 19/40 [ 4 ] N/A Game Informer N/A 5/10 [ 5 ] 5/10 [ 6 ] Game Revolution N/A N/A C− [ 7 ] GameSpot N/A N/A 5.5/10 [ 8 ] GameSpy N/A N/A 43% [ 9 ] GameZone 7/10 [ 10 ] 7.9/10 [ 11 ] 7.5/10 [ 12 ] IGN N/A N/A 2.9/10 [ 13 ] Nintendo Power 2.8/5 [ 14 ] 2.5/5 [ 15 ] N/A Official PlayStation Magazine (EEUU) N/A N/A [ 16 ] Puntuaciones de reseñas GameRankings 63% [ 17 ] 64% [ 18 ] 54% [ 19 ] Metacritic N/A 57/100 [ 20 ] 55/100 [ 21 ] |              |              |              |
| Críticas |              |              |              |
| Publicación | Calificación | Calificación | Calificación |
| Publicación | GBC          | GBA          | PS2          |
| AllGame | N/A          | N/A          | [ 2 ]        |
| Electronic Gaming Monthly | N/A          | N/A          | 4.5/10       |
| Famitsu | N/A          | 19/40        | N/A          |
| Game Informer | N/A          | 5/10         | 5/10         |
| Game Revolution | N/A          | N/A          | C−           |
| GameSpot | N/A          | N/A          | 5.5/10       |
| GameSpy | N/A          | N/A          | 43%          |
| GameZone | 7/10         | 7.9/10       | 7.5/10       |
| IGN | N/A          | N/A          | 2.9/10       |
| Nintendo Power | 2.8/5        | 2.5/5        | N/A          |
| Official PlayStation Magazine (EEUU) | N/A          | N/A          | [ 16 ]       |
| Puntuaciones de reseñas |              |              |              |
| GameRankings | 63%          | 64%          | 54%          |
| Metacritic | N/A          | 57/100       | 55/100       |

Las versiones de Game Boy Advance y PlayStation 2 recibieron críticas "mixtas" según el sitio web de agregación de reseñas Metacritic. En Japón, la primera versión de Game Boy Advance, donde fue publicada por Tomy el 1 de marzo de 2002, Famitsu le dio una puntuación de 19 sobre 40.
Douglass C. Perry de IGN llamó al modo de juego de PlayStation 2 "formulaico, obvio, y ocasionalmente lindo." Game Informer dijo sobre la misma versión: "Es difícil quedar impresionado por un juego basado en una película de Pixar, cuando se trata de un CG de Pixar determinado que es 2000 veces mejor que cualquier cosa que pueda ofrecer un sistema de juego actual".
Andrei Allupului de PlanetPS2 fue mordaz hacia esa misma versión de consola, diciendo: "Tampoco es un juego demasiado difícil, ni demasiado largo, ni demasiado atractivo, ni demasiado divertido". Ryan Davis de GameSpot citó los problemas de la misma versión de consola y dijo que "probablemente aburrirá a los jugadores mayores y frustrará a los jóvenes".